# Gedenkstätte Todesmarsch im Belower Wald

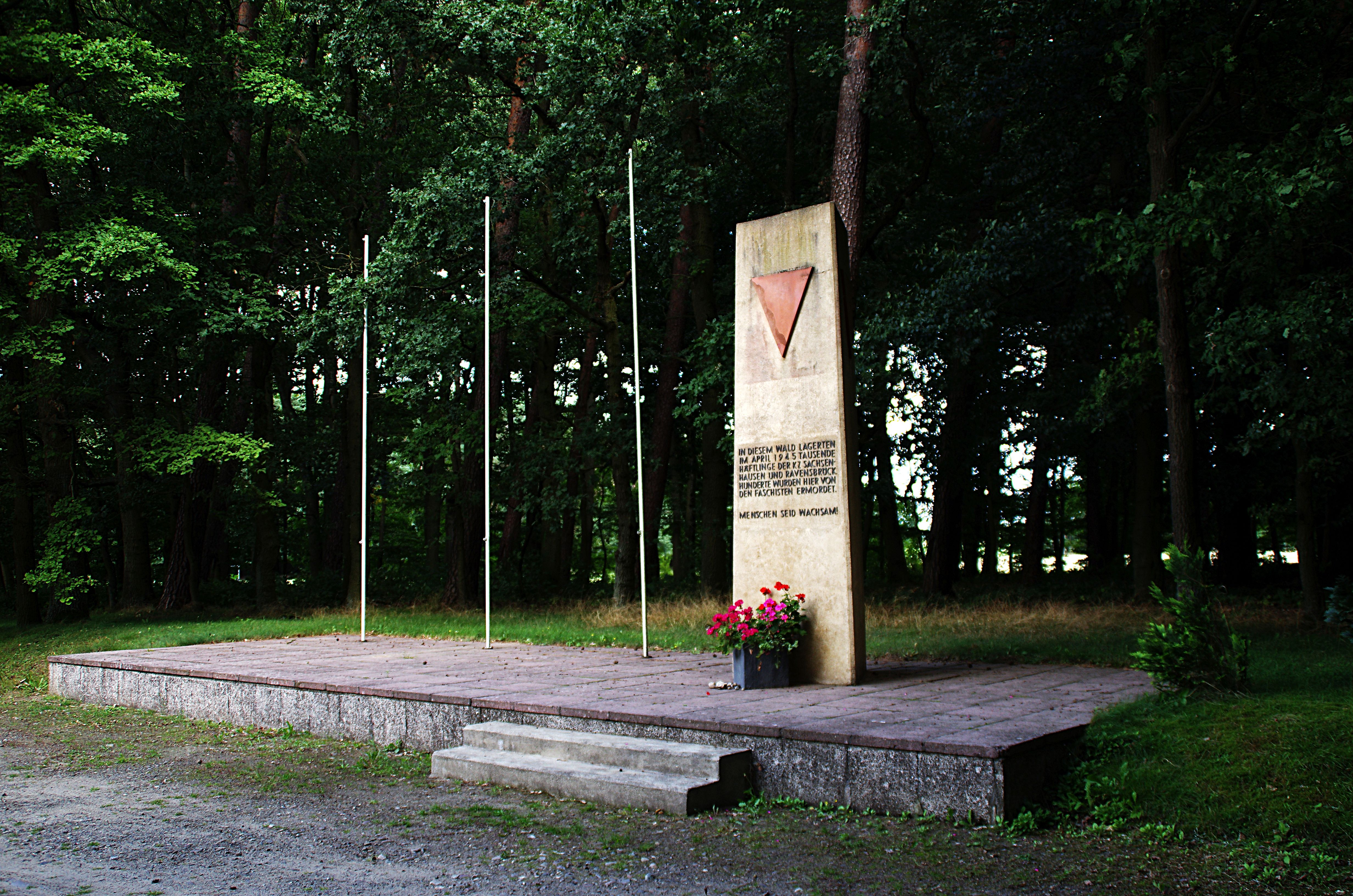
Minnessten från 1975 med röd triangel

Gedenkstätte Todesmarsch im Belower Wald är en minnesplats belägen i en skogspark strax norr om Wittstock, omkring 100 km nordväst om Berlin. Den är skapad till minne av offren för dödsmarschen från koncentrationslägret Sachsenhausen i april 1945.

## Bakgrund
I mitten av april 1945 närmade sig sovjetiska trupper hastigt utkanterna av Berlin. Den 20 april inleddes evakueringen av drygt 30 000 lägerfångar från Sachsenhausen. Efter ett par dagars vandring mot nordväst upprättades ett tillfälligt läger i skogen Belower Wald där 18 000 fångar under sex nätter tvingades övernatta under bar himmel. När färden fortsatte den 29 april övergavs snart kolonnerna av de tjänstgörande SS-vakterna och i början av maj omhändertogs de överlevande fångarna av sovjetiska och amerikanska arméförband som de mötte i området Ludwigslust-Parchim.
Mer än tusen fångar avled under evakueringen från Sachsenhausen. Dödsorsakerna var köld, svält, utmattning, misshandel, brist på sjukvård eller att de som var orkeslösa eller motvilliga sköts ihjäl av SS-vakterna. Enligt överlevande fångar ska det finnas en massgrav med omkring 400 kroppar i skogen inte långt från minnesplatsen, men denna har ännu inte påträffats.
Dödsmarschen från Sachsenhausen bestod av fångar från sammanlagt arton länder. Förutom krigsfångar och politiska fångar återfanns även fångar som representerade så gott som alla de etniska och sociala grupper som förföljdes av Nazityskland. Kvinnliga fångar som hade överförts från Ravensbrück till Sachsenhausen ingick också i evakueringen. Ett par tusen norska och danska fångar i Sachsenhausen – till största delen motståndsmän, fackföreningsmän, socialdemokrater och kommunister, men även enstaka judar – hade i mars blivit hämtade av de svenska vita bussarna och undgick därmed dödsmarschen.

## Minnesplats
En första mindre minnessten installerades på platsen 1965. Tio år senare, 1975, invigdes en större minnesplats med ett knappt fyra meter högt monument i sten, samt även utplacering av röda trianglar som markerar träd som bär på olika spår efter fånglägret och fångarna. Med början 1976 har ett hundratal minnestavlor placerats ut längs de olika rutterna för dödsmarschen, ett par av dessa finns i Belower Wald. 1981 byggdes ett litet museum i anslutning till platsen.
De östtyska minnesvårdande myndigheterna som administrerade minnesplatsen fram till den tyska återföreningen 1990 ville både till form och innehåll framhäva det heroiska kommunistiska och antifascistiska motståndet mot nazismen. Som en följd av detta blev den röda triangeln en viktig symbol. Den hade under nazitiden i huvudsak burits av koncentrationslägerfångar som av politiska skäl hade motsatt sig nazismen, men också av andra fångar som nazisterna såg som samhällsfarliga, exempelvis frimurare eller tyska medborgare som hade hjälpt personer av judisk börd.
I september 2002 blev minnesplatsen vandaliserad av högerextrema aktivister som tände eld på delar av museibyggnaden och sprejade slagord och hakkors. Efter omfattande restaureringar, och med en nyproducerad utomhusutställning, återöppnades minnesplatsen 2010. Den ursprungliga minnesplatsen från 1975 bevarades i stort sett oförändrad, medan museibyggnaden från 1981 gjordes om till utbildningslokal.

## Bildgalleri

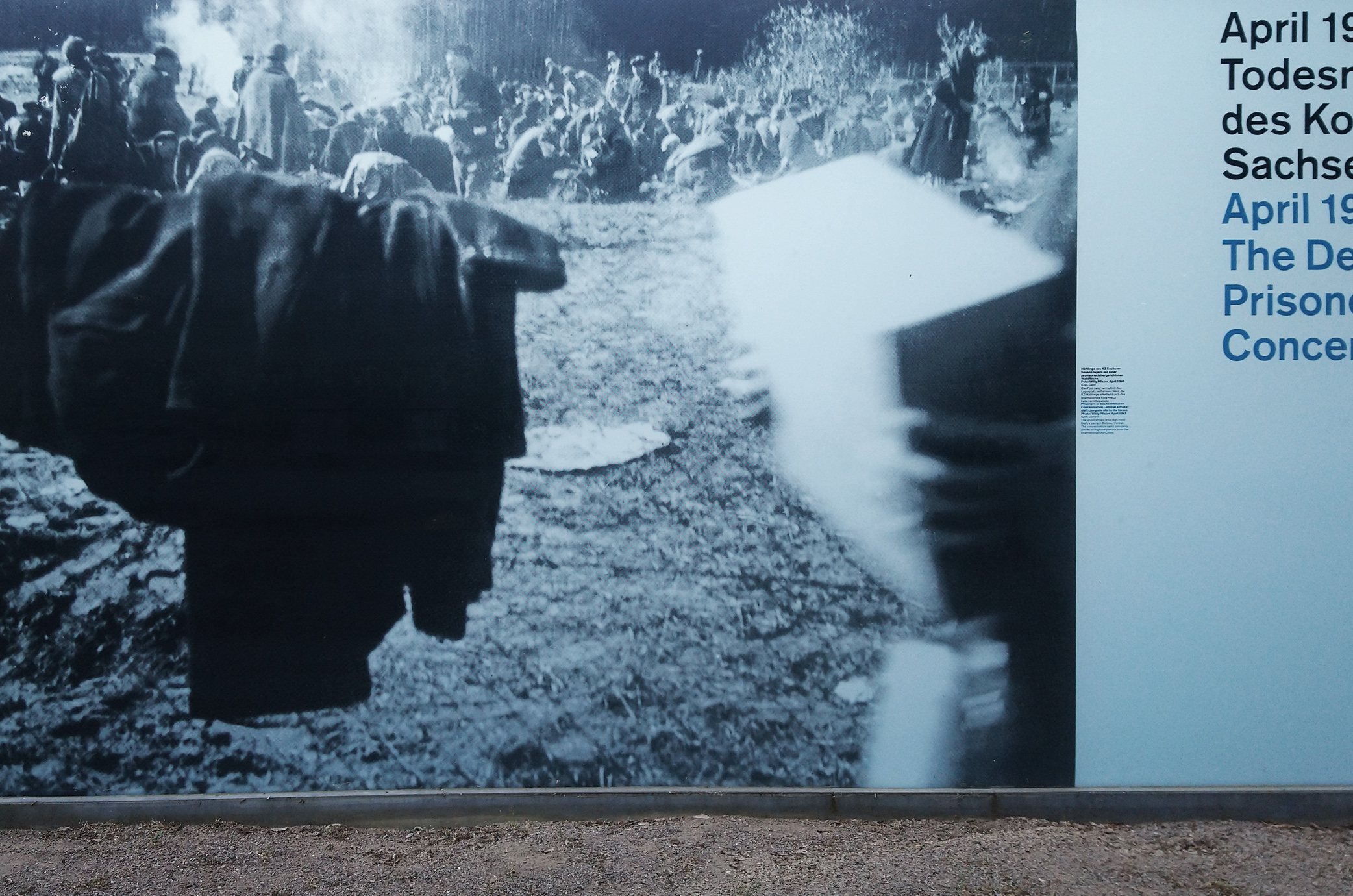
Utomhusutställningen omfattar fotografier, teckningar och ögonvittnesskildringar
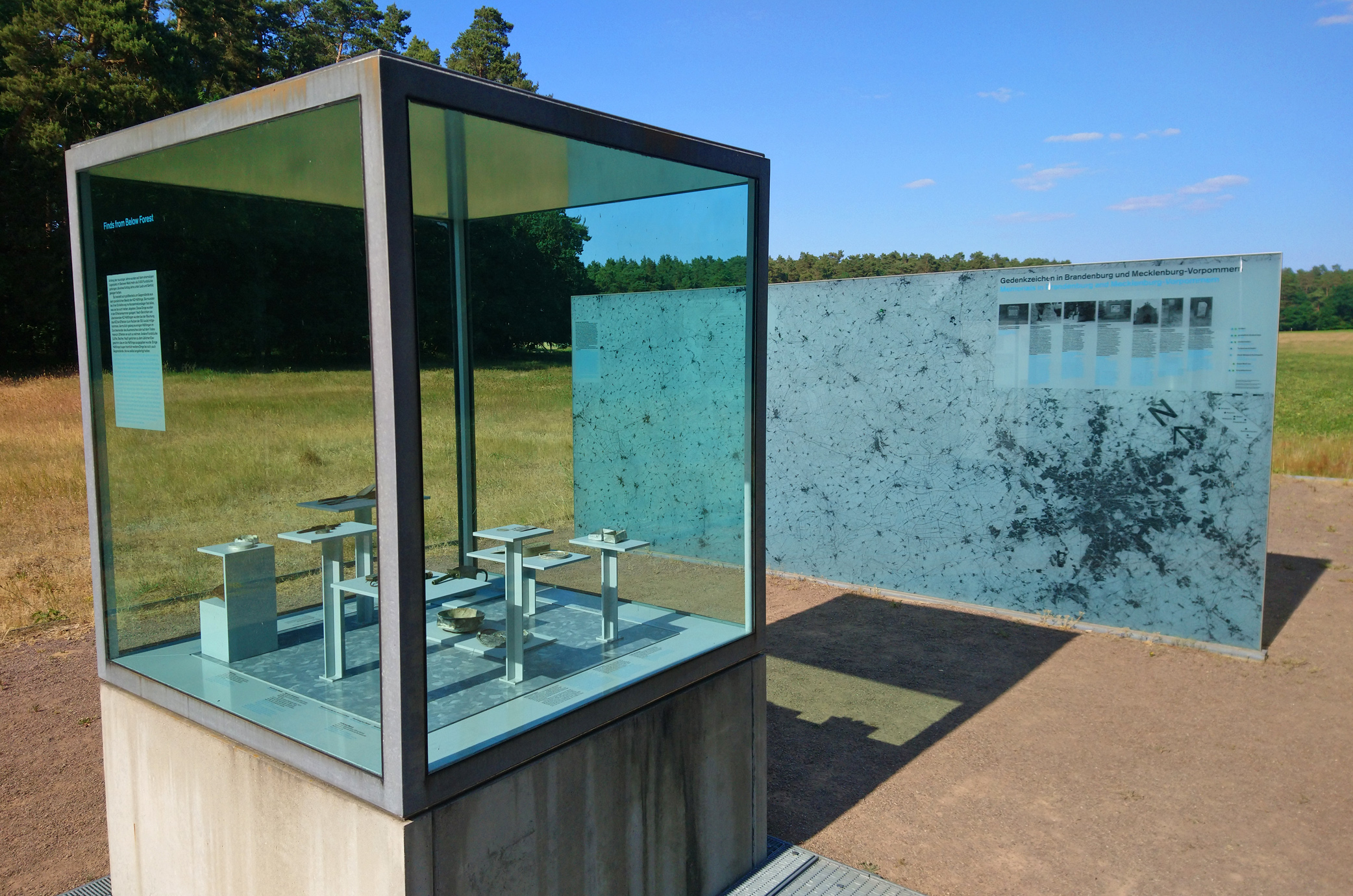
En liten del av de många föremål som upphittats i skogen visas också
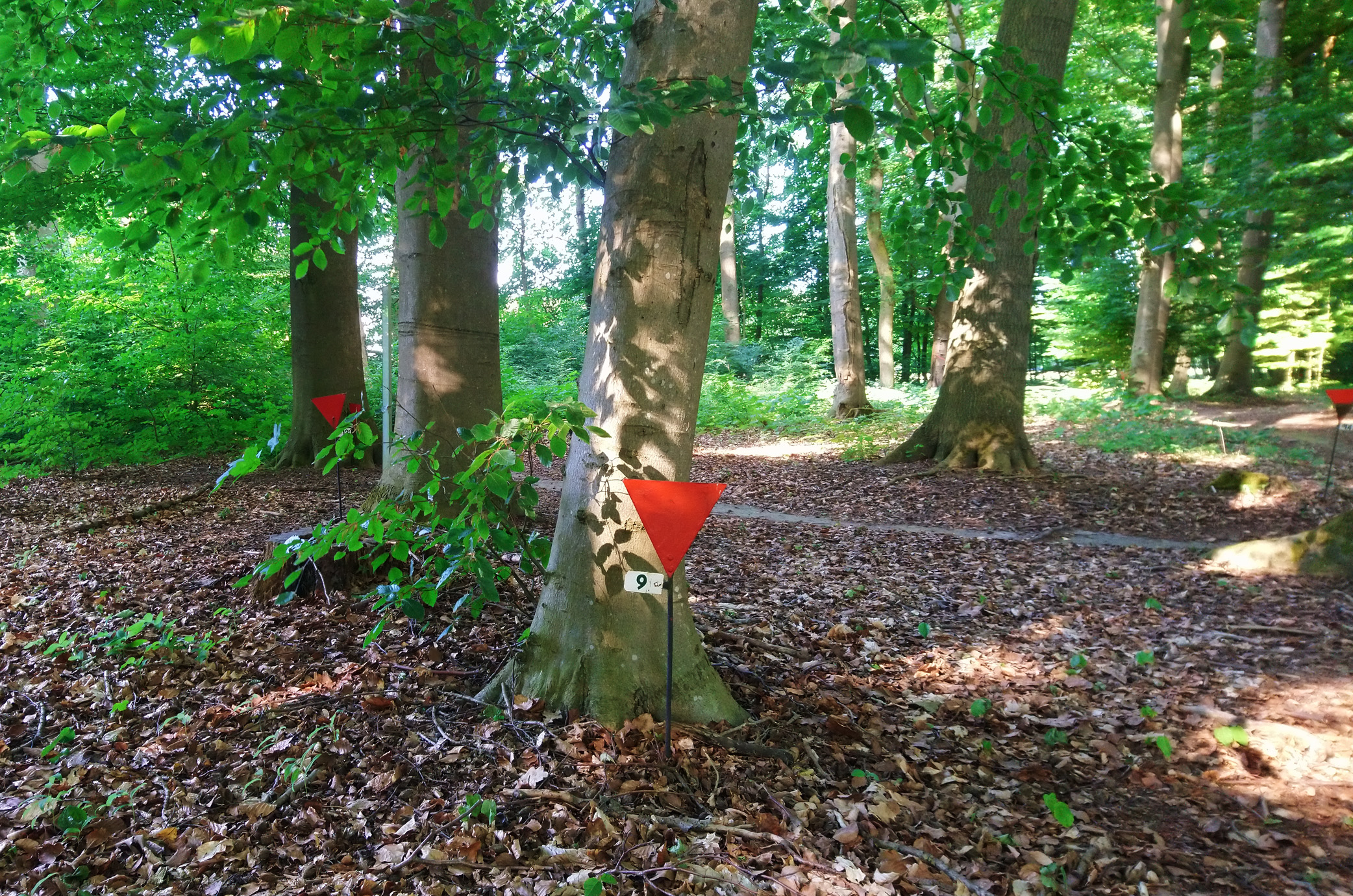
Träd med spår efter fånglägret är markerade med röda trianglar
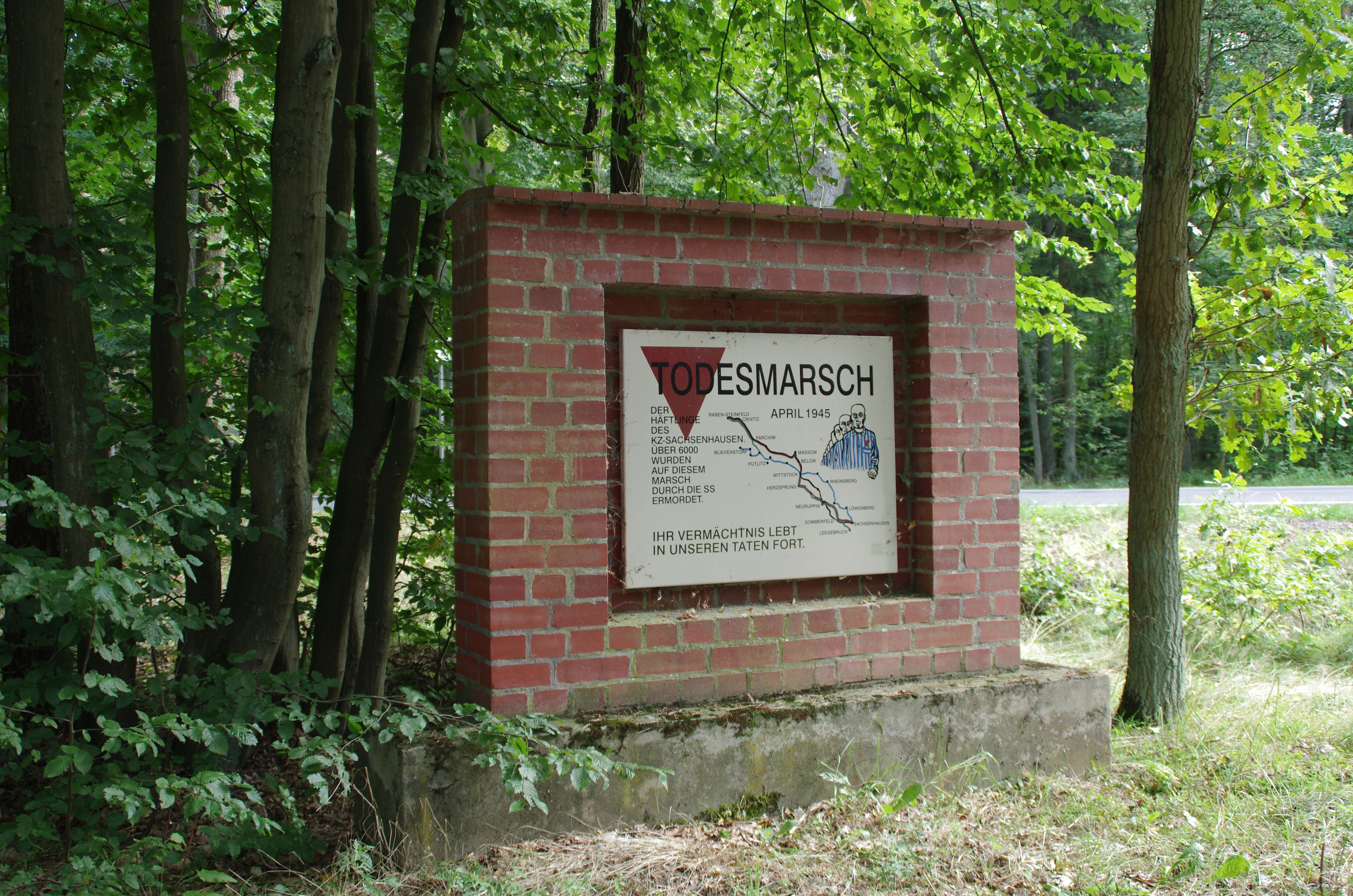
En av många minnestavlor som är placerade längs dödsmarschens rutter